# Kompromis roku 1850
- Kalifornie požádala o přijetí do Unie
- Jih žádal Jižní Kalifornii jako teritorium kde bude povoleno otroctví
- Texas žádal území po řeku Rio Grande
- Teritorium Nové Mexiko odmítlo nároky Texasu, požádalo o vstup do Unie jako svobodný stát
- Texas převzal správu nad El Paso v únoru 1850
- Mormoni žádali samostatný stát Deseret

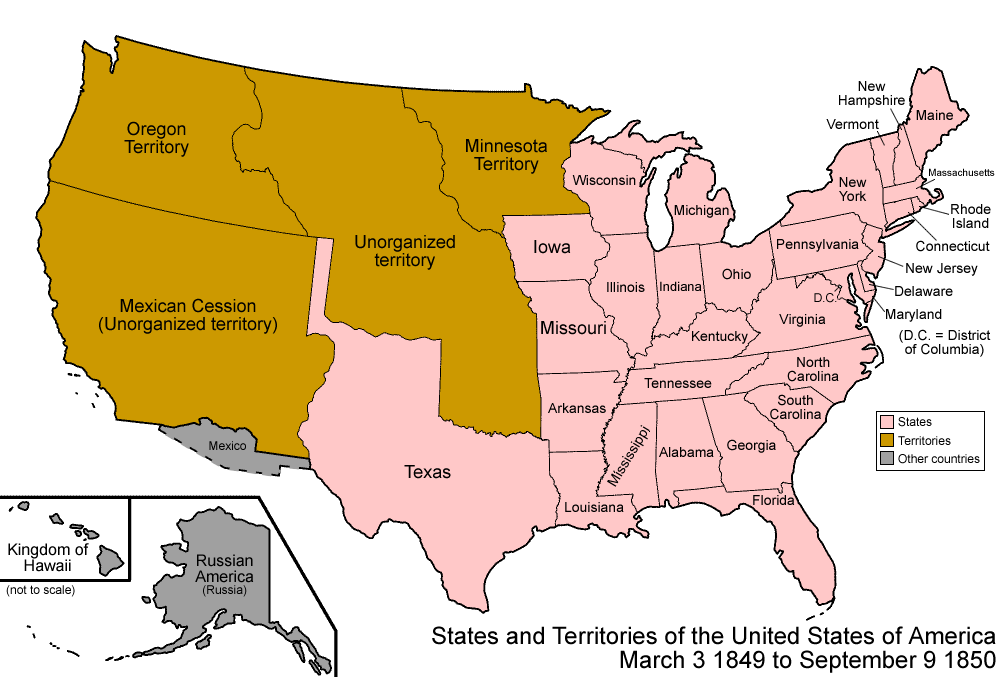
Státy a teritoria USA v letech 1849–1850 před Kompromisem:

Kompromis roku 1850 byl soubor pěti zákonů Spojených států amerických, který byl schválen v září roku 1850. Zákony zmírnily čtyřletou konfrontaci mezi otrokářskými státy Jihu a liberálními státy Severu USA. Příčinou konfrontace byl status teritorií, získaných v mexicko-americké válce v letech 1846–1848. Kompromis, navržený senátorem za Stranu Whigů Henrym Clayem z Kentucky a zprostředkovaný demokratem Stephenem Douglasem, zabránil tehdy rozdělení USA nebo dokonce občanské válce a zmírnil částečně konflikty na období dalších čtyř let.

## Dobové souvislosti
Kompromis se uskutečnil po náhlém úmrtí prezidenta Zachary Taylora, který, ačkoliv sám byl vlastníkem otroků, upřednostňoval zrušení otroctví na Jihozápadě. Lídr Strany Whigů Henry Clay navrhl kompromis, který ale nebyl schválen na začátku roku 1850. Na základě instrukcí od Claye, demokratický senátor Stephen Douglas z Illinois pak rozdělil Clayův návrh na několik menších částí a postupně získal podporu přes opozici, která byla silná na obou stranách, včetně senátora John C. Calhouna z Jižní Karolíny. 

## Detailní popis kompromisu
Kompromis byl přijat s úlevou, ačkoliv každá strana měla výhrady ke konkrétním bodům dohody.
- Texas se vzdal svých nároků na Nové Mexiko, jakož i svých nároku na území severně od Missouri Compromise Line, transferoval svůj veřejný dluh federální vládě a udržel si svou kontrolu nad El Pasem, kterou ustanovil již v roce 1850. Návrh, aby region Texas Panhandle byl součástí Texasu (dřívější kompromisní návrhy navrhovaly separaci od Texasu), byl přijat na poslední chvíli.
- Přihláška Kalifornie pro vstup do Unie jako svobodný stát se svými současnými hranicemi byla přijata a návrh jižních států rozdělit Kalifornii paralelně podél 35° rovnoběžky na severní část a nové jižní teritorium nebyl schválen.
- Jih se vyhnul přijetí symbolicky významného ustanovení, Wilmotovho ustanovení [1] a nová teritoria Nové Mexiko a Utah mohla v principu v budoucnu rozhodnout, zda se stanou otrokářskými státy (popular sovereignty), ačkoliv Utah a severní okraj Nového Mexika se nacházely severně od Missouri Compromise Line, kde bylo otroctví v teritoriích předtím zakázáno. V praxi tato teritoria byla nevhodná k farmaření, jejich existující obyvatelé nebyli Jižany a neměli zájem na zavedení otroctví. Neobydlené jižní části teritoria Nové Mexiko kde byly patrné zesílené snahy Jihu o expanzi, zůstaly součástí Nového Mexika a nestaly se separátním teritoriem.
- Nejvýznamnějším ziskem Jihu bylo přijetí zákona Fugitive Slave Act (Zákon o uprchlých otrocích), jehož zesílená účinnost podráždila veřejné mínění Severu a zachování otroctví v hlavním městě Washingtonu D.C..
- Obchod s otroky byl zakázán v státě Washington D.C.